# East Bernstadt
East Bernstadt és una concentració de població designada pel cens dels Estats Units a l'estat de Kentucky. Segons el cens del 2000 tenia 774 habitants.

## Demografia
Segons el cens del 2000, East Bernstadt tenia 774 habitants, 312 habitatges, i 237 famílies. La densitat de població era de 143,7 habitants/km².
Dels 312 habitatges en un 32,4% hi vivien nens de menys de 18 anys, en un 59,6% hi vivien parelles casades, en un 11,2% dones solteres, i en un 24% no eren unitats familiars. En el 21,8% dels habitatges hi vivien persones soles el 7,4% de les quals corresponia a persones de 65 anys o més que vivien soles. El nombre mitjà de persones vivint en cada habitatge era de 2,48 i el nombre mitjà de persones que vivien en cada família era de 2,87.
Per edats la població es repartia de la següent manera: un 24,4% tenia menys de 18 anys, un 8,3% entre 18 i 24, un 33,2% entre 25 i 44, un 24,3% de 45 a 60 i un 9,8% 65 anys o més.
L'edat mediana era de 35 anys. Per cada 100 dones de 18 o més anys hi havia 91,8 homes.
La renda mediana per habitatge era de 25.167 $ i la renda mediana per família de 28.162 $. Els homes tenien una renda mediana de 25.227 $ mentre que les dones 15.625 $. La renda per capita de la població era de 12.325 $. Entorn del 16,2% de les famílies i el 19,9% de la població estaven per davall del llindar de pobresa.

## Poblacions més properes
El següent diagrama mostra les poblacions més properes.